# Lerdo
Lerdo egy város Mexikó Durango államának keleti részén, a Comarca Lagunera nevű vidéken. Bár lakossága 2010-ben csak körülbelül 80 000 fő volt, a vele egybeépült Gómez Palacióval és Torreónnal együtt a várostömörülés lakossága elérte az 1,1 milliót.

## Földrajz

### Fekvése
A város Durango állam keleti részén, Coahuila állam határán épült fel, a torreóni agglomeráció délnyugati részén. Maga a település egy kb. 1130–1140 méter magasan fekvő síkságon, a Nazas időszakos folyó völgyében található, de közvetlen környezetében már a Keleti-Sierra Madre több száz méter relatív magasságú hegyei emelkednek.

### Éghajlat
A város forró és igen száraz. Minden hónapban mértek már legalább 31 °C-os hőséget, a rekord elérte a 42 °C-ot is. Az átlagos hőmérsékletek a januári 13,2 és a júniusi 27,2 fok között váltakoznak, fagy novembertől márciusig fordulhat elő. Az évi átlagosan 254 mm csapadék időbeli eloszlása nagyon egyenetlen: a júniustól szeptemberig tartó 4 hónapos időszak alatt hull az éves mennyiség közel 70%-a.
| Hónap                                   | Jan.  | Feb. | Már. | Ápr. | Máj. | Jún. | Júl. | Aug. | Szep. | Okt. | Nov. | Dec. | Év    |
| --------------------------------------- | ----- | ---- | ---- | ---- | ---- | ---- | ---- | ---- | ----- | ---- | ---- | ---- | ----- |
| Rekord max. hőmérséklet (°C)            | 32,0  | 35,0 | 37,5 | 40,0 | 42,0 | 41,5 | 39,0 | 39,0 | 36,5  | 38,5 | 33,5 | 31,0 | 42,0  |
| Átlagos max. hőmérséklet (°C)           | 21,0  | 23,9 | 28,0 | 31,6 | 34,2 | 34,3 | 33,1 | 32,5 | 30,5  | 28,3 | 25,0 | 21,4 | 28,7  |
| Átlaghőmérséklet (°C)                   | 13,2  | 15,6 | 19,3 | 23,1 | 26,1 | 27,2 | 26,7 | 26,2 | 24,2  | 21,1 | 16,9 | 13,8 | 21,1  |
| Átlagos min. hőmérséklet (°C)           | 5,3   | 7,3  | 10,6 | 14,7 | 18,0 | 20,1 | 20,3 | 19,8 | 18,0  | 13,9 | 8,8  | 6,2  | 13,6  |
| Rekord min. hőmérséklet (°C)            | −15,0 | −4,5 | −2,0 | 1,0  | 7,0  | 0,0  | 14,0 | 11,0 | 9,0   | 2,0  | −2,0 | −7,0 | −15,0 |
| Átl. csapadékmennyiség (mm)             | 11    | 5    | 3    | 7    | 17   | 37   | 39   | 43   | 57    | 20   | 6    | 10   | 254   |
| Forrás: Servicio Meteorológico Nacional |       |      |      |      |      |      |      |      |       |      |      |      |       |

## Népesség
A település népessége a közelmúltban folyamatosan és gyorsan növekedett:
| Év   | Lakosság |
| ---- | -------- |
| 1990 | 46 593   |
| 1995 | 54 570   |
| 2000 | 58 862   |
| 2005 | 71 373   |
| 2010 | 79 669   |

## Története
Nevét Miguel Lerdo de Tejada politikusról, egykori gazdasági miniszterről kapta.
1598. május 6-án Juan Agustín Espinosa, a Jézus Társasága misszionáriusának vezetésével 40 spanyol és tlaxkalték család érkezett meg a Nazas partjára, és megalapították a San Juan de Casta nevű missziót. A 18. század végén a Nazas vizét öntözőrendszerekhez felhasználva több ranchót is alapítottak a környéken, köztük 1799. május 30-án a San Fernando nevűt. 1811. április 8-án áthaladt itt a mexikói függetlenségi háború négy foglyul ejtett vezére: Miguel Hidalgo, Ignacio Allende, Juan Aldama és José Mariano Jiménez, akiket Chihuahuába kísértek, és később kivégeztek.
1827-ben a rancho hacienda rangra emelkedett, majd megvásárolta Juan Nepomuceno Flores, aki 1848-ban új épületeket létesített rajta. 1864. augusztus 27–29-ig itt éjszakázott a francia megszállók elől menekülő, de a helyi lakosok által védelmezett Benito Juárez és miniszterei, köztük Melchor Ocampo és Sebastián Lerdo de Tejada is. Néhány nappal később, szeptember 8-án, a helyi birtokosokat képviselő Catarino Navarro javaslatára Juárez a települést Villa Lerdo de Tejada néven villa rangra emelte. Az új, Navarro által vezetett ideiglenes kormány várostervezésbe kezdett, és felépíttette többek között a városháza első emeletét, a Plaza de Armas teret és a Jézus Szent Szíve-templomot, a következő városvezetés pedig a bikaviadalok terét. 1867-ben a települést községközponttá nyilvánították. 1889-ben felépítettek egy óratornyot, aminek mintájául a palesztinai Haifa városában található óratorony szolgált, 1894. november 16-án pedig a város megkapta a ciudad rangot is. A következő időszakban rengeteg építkezés történt városszerte, bár eleinte nehezítette a helyzetet, hogy a községen áthaladó vasút nem érintette magát a községközpontot.

## Turizmus, látnivalók
A városban több régi műemlék is található, például a községi palota, az óratorony (1889), a Jézus Szent Szíve-templom, valamint parkok, emlékművek, és a közelben található La Loma-hacienda, ahol az 1913-as torreóni csata előtt Pancho Villát az északi hadosztály vezetőjévé választották. Lerdóban két múzeum is található: a városi múzeum mellett itt működik a világrekordokat is felállító Francisco Sarabia Tinoco pilóta emlékére szentelt kiállítás is.
A hagyományos ünnepek mellett november első felében a ciudad rang elnyerésére ünnepségek keretében emlékeznek meg, augusztus végén pedig gyapot- és szőlőfesztivált rendeznek, ahol többek között mezőgazdasági és kézműveskiállításokat tartanak.